# LG顯示
樂金顯示公司（英文：LG Display），簡稱LGD，是一間設立於韓國的液晶面板的製造商，為LG集團的子公司。

## 簡介
前身是LG Philips Display，由韓國樂金電子公司與荷蘭皇家飛利浦電子公司兩家公司合資組成，但飛利浦公司在2008年賣出所持股份，公司從此成為LG集團的子公司。

## 歷史
LG Display（諺文：엘지디스플레이）是韓國樂金電子公司與荷蘭皇家飛利浦電子公司在1999年合資組成生產主動矩陣液晶顯示器（LCD）的公司。LG Display與三星電子為成為最大的液晶顯示器供應商而激烈競爭；2006年4月它們分別擁有22%市場份額。
該公司在南韓龜尾市與坡州市擁有七間生產工廠，在中國南京擁有一家模組裝配廠，並計劃在中國廣州與波蘭弗羅茨瓦夫興建兩間工廠。2006年8月18日，路透社報道，LG.Philips LCD決定不興建第8代面板工廠，改為興建5.5代的面板工廠；據LG Display副總裁Bock Kwon的說法，是為了集中生產更易獲利的桌上型與筆記本電腦LCD顯示面板。
2004年7月，LG Display成為獨立公司，並同時在紐約證券交易所(：LPL)與韓國證券交易所(韩交所：034220)上市。現時樂金擁有該公司37.9%股權，飛利浦擁有32.9%股權。2006年8月17日，華爾街日報報道，美林集團寄給客戶的一封電郵中指出飛利浦正為其LG.Philips LCD的股份尋找買家，其中包括日本松下電器。
飛利浦是歐洲最大的液晶電視生產商，樂金是韓國第二大生產商。2006年3月LG-Philips硏發出對角尺寸為100寸（約2.2米），當時最大的LCD面板。該公司尚未有發售使用100寸面板商品的計劃。LG Display現時生產Apple Cinema Display的液晶面板、戴爾Ultrasharp 2005FPW與30寸液晶面板。
2008年11月12日，LG Display和華映、夏普共同被美國判決違反反壟斷法，私下共同壟斷手機用螢幕的價格，共被罰款5億8500萬美金；其中LG Display被罰4億美金，為美國該類罪行中被罰款史上第2高。
截至2014年，LG Display在大型TFT-LCD市场实现了23.7%的市场占有率，位居世界第一。

## 外部連結
- LG Display 主頁 （页面存档备份，存于）（韓國語）